# Trichestra arbuticolens
Trichestra arbuticolens là một loài bướm đêm trong họ Noctuidae.